# Raimon Vidal de Bezaudun
Ne doit pas être confondu avec Raymond Vidal.
Pour les articles homonymes, voir Vidal.
Raimon Vidal de Bezaudun en occitan ou Raimon Vidal de Besalú en catalan  est un troubadour auvergnat né à Bezaudun, aujourd'hui village de la commune de Tournemire dans le Cantal (vers 1196 - vers 1252) est un troubadour et grammairien de la première moitié du XIIIe siècle.

## Biographie
Il semble avoir reçu sa formation initiale à Mataplana et ainsi avoir été proche de Hugue de Mataplana. 
Il est l'auteur de novas telles que Abril issi'e mays entrava, le Judici d'Amor (désigné également par son premier vers : En aquel temps c'om era jays, et surtout du Castia gilos, soit le « jaloux châtié » qui désigne également un topos littéraire des lettres occitanes médiévales. Il également l'auteur du traité de linguistique occitane : les Rasós de Trobar.